# Encinal (Texas)
Encinal è un centro abitato degli Stati Uniti d'America situato nella contea di La Salle dello Stato del Texas.
La popolazione era di 559 persone al censimento del 2010.

## Geografia fisica
Encinal è situata a 28°02′30″N 99°21′22″W (28.041584, -99.356192).
Secondo lo United States Census Bureau, ha un'area totale di 0,4 miglia quadrate (1,0 km²).

## Società

### Evoluzione demografica
Secondo il censimento del 2000, c'erano 629 persone, 215 nuclei familiari e 159 famiglie residenti nella città. La densità di popolazione era di 1.616,4 persone per miglio quadrato (622,7/km²). C'erano 276 unità abitative a una densità media di 709,2 per miglio quadrato (273,2/km²). La composizione etnica della città era formata dal 74,56% di bianchi, lo 0,16% di afroamericani, lo 0,32% di nativi americani, il 23,05% di altre razze, e l'1,91% di due o più etnie. Ispanici o latinos di qualunque razza erano il 91,26% della popolazione.
C'erano 215 nuclei familiari di cui il 40,5% aveva figli di età inferiore ai 18 anni, il 51,2% aveva coppie sposate conviventi, il 17,7% aveva un capofamiglia femmina senza marito, e il 25,6% erano non-famiglie. Il 22,3% di tutti i nuclei familiari erano individuali e il 12,1% aveva componenti con un'età di 65 anni o più che vivevano da soli. Il numero di componenti medio di un nucleo familiare era di 2,93 e quello di una famiglia era di 3,50.
La popolazione era composta dal 31,8% di persone sotto i 18 anni, il 9,9% di persone dai 18 ai 24 anni, il 24,6% di persone dai 25 ai 44 anni, il 19,7% di persone dai 45 ai 64 anni, e il 14,0% di persone di 65 anni o più. L'età media era di 31 anni. Per ogni 100 femmine c'erano 101,0 maschi. Per ogni 100 femmine dai 18 anni in giù, c'erano 102,4 maschi.
Il reddito medio di un nucleo familiare era di 14.853 dollari e quello di una famiglia era di 18.125 dollari. I maschi avevano un reddito medio di 18.250 dollari contro i 13.750 dollari delle femmine. Il reddito pro capite era di 6.928 dollari. Circa il 37,2% delle famiglie e il 38,1% della popolazione erano sotto la soglia di povertà, incluso il 42,9% di persone sotto i 18 anni e il 30,2% di persone di 65 anni o più.

## Galleria d'immagini

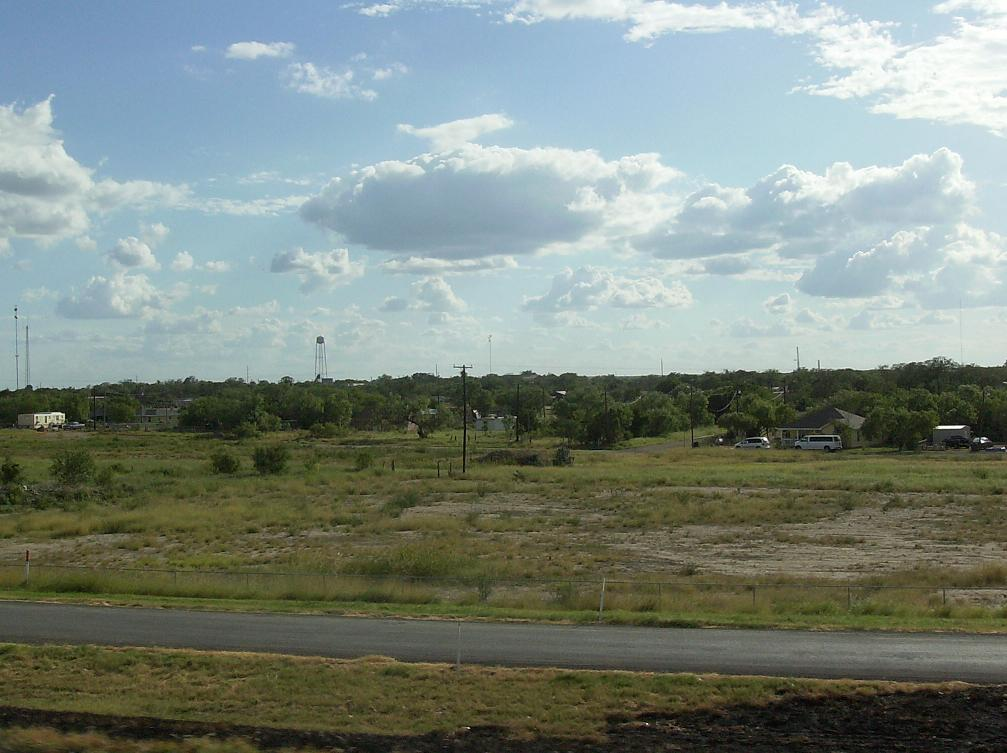
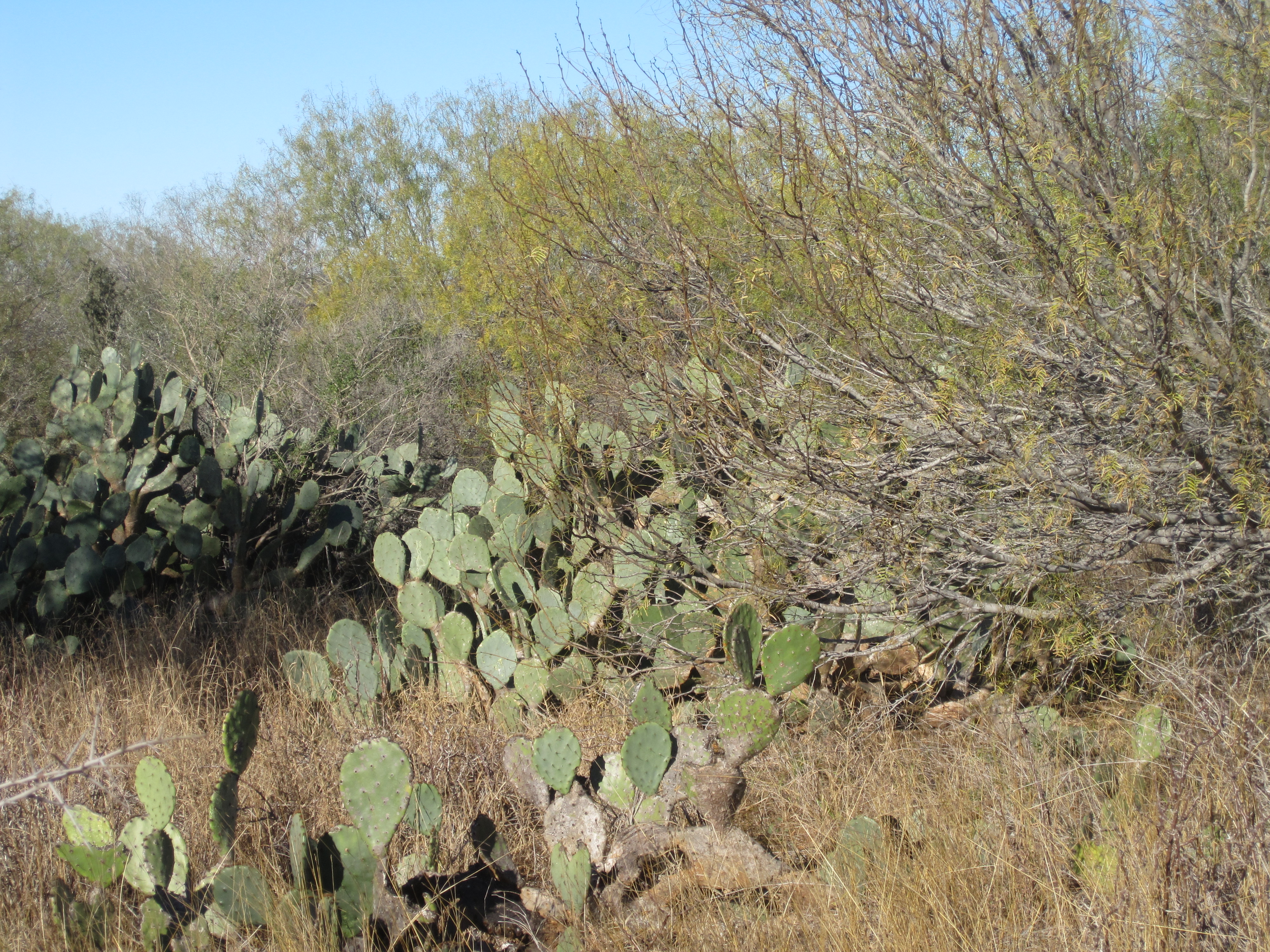
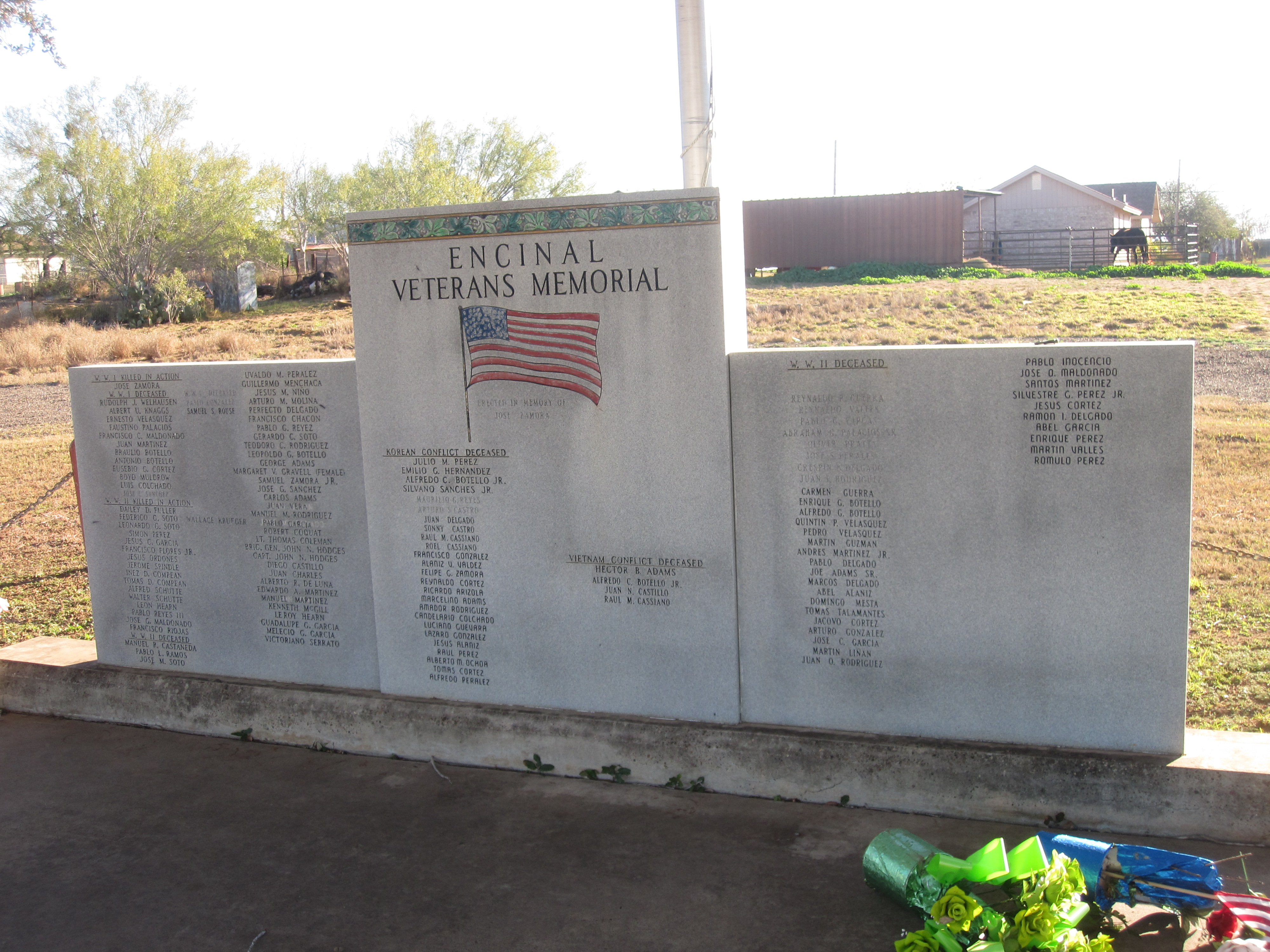